# Wybory prezydenckie w Mongolii w 2013 roku
Wybory prezydenckie w Mongolii w 2013 roku – szóste bezpośrednie wybory prezydenta Mongolii, których pierwsza tura odbyła się 26 czerwca 2013. Zwyciężył w niej dotychczasowy prezydent Cachiagijn Elbegdordż z rządzącej Partii Demokratycznej, który pokonał kandydata Mongolskiej Partii Ludowej Badmaanjambuugijn Bat-Erdene i panią minister zdrowia Nacagijn Udwal z Mongolskiej Partii Ludowo-Rewolucyjnej, która była pierwszą kobietą w historii mongolskich wyborów prezydenckich.

## System wyborczy
Wybory były podzielone na dwie tury, która odbyła by się w przypadku kiedy w pierwszej turze żadnej z kandydatów nie osiągnie bezwzględnej większości. Jednak taka sytuacja w 2013 nie nastąpiła. Kandydatów w wyborach prezydenckich mogły przedstawić jedynie partie posiadające swoich przedstawicieli w Wielkim Churale Państwowym.
Wybory z 2013 były pierwszymi, podczas których mogli głosować obywatele Mongolii mieszkający poza granicami kraju. Inną nowością było wprowadzenie limitów na pieniądze wydane przez kandydatów na kampanię i reklamę.
Podobnie jak w przypadku wyborów parlamentarnych z 2012 głosy były liczone przez elektroniczne maszyny.

## Wyniki
| Kandydat                     | Liczba głosów | % głosów |
| ---------------------------- | ------------- | -------- |
| Cachiagijn Elbegdordż        | 622 794       | 50,23%   |
| Badmaanjambuugijn Bat-Erdene | 520 380       | 41,5%    |
| Nacagijn Udwal               | 80 563        | 6,5%     |